# Benjamin Baillaud
Benjamin Baillaud   (Chalon-sur-Saône, 14 de febrer de 1848 - París, 8 de juliol de 1934) va ser un astrònom francès. Entre els llocs que va ocupar destaquen director de l'Observatori de París, president fundador de l'Oficina Internacional de l'Hora i de la Unió Astronòmica Internacional.

## Biografia
Baillaud va néixer en 1848 en la localitat francesa de Chalon-sud-Saône. Va estudiar a l'Escola Normal Superior de París i a la Universitat de París. Al començament de 1872 va començar a treballar com a assistent en l'Observatori de París. Entre 1878 i 1907 va ser director de l'Observatori de Tolosa de Llenguadoc, exercint com a degà de la Facultat de Ciències de la Universitat de Tolosa de Llenguadoc durant gran part d'aquest període.
Baillaud va expandir enormement l'observatori i va donar suport de manera entusiasta al projecte Carte du Ciel. Es va especialitzar en mecànica celeste, i en particular, en els moviments dels satèl·lits de Saturn.
El 1903, l'observatori es va fer càrrec de les instal·lacions de Pic du Midi als Pirineus que havien estat fundades per astrònoms aficionats en els anys 50 del segle xix amb la idea de posar un telescopi allí. No obstant això, els 2865 metres d'altura del pic van suposar un repte formidable convertint-se en una ambició irrealitzable, encara que entre 1873 i 1880 va arribar a operar una observatori meteorològic. Baillaud va organitzar un equip de soldats per muntar en el cim un telescopi reflector de 0.5 metres i un altre refractor de 0.25 metres.
El 1907 es converteix en director de l'Observatori de París on reprèn immediatament el treball per rellançar el projecte Carte du Ciel organitzant una conferència en l'observatori, amenitzada per cantants de l'Òpera de París i en la qual el vi va estar a càrrec del director de l'Observatori de Bordeus. Encara que el govern francès va estar d'acord a finançar el projecte era cada vegada més evident que els objectius del projecte eren malauradament irrealitzables.
Baillaud també va ser actiu en l'estandardització del temps, convertint-se en el president fundador de l'Oficina Internacional de l'Hora i iniciant les transmissions del senyal horari des de la Torre Eifel. Va mantenir l'observatori i l'emissió del senyal durant la Primera Guerra Mundial malgrat que el canó alemany Gran Berta tenia com a objectiu les coordenades nominals de París, que corresponien exactament amb les de l'observatori. L'interès de Baillaud per l'estandardització del temps astronòmic el van portar a ser un dels més importants oponents de l'horari d'estiu.
Baillaud es va convertir també en president fundador de la Unió Astronòmica Internacional el 1919. El 1926 es retiraria del lloc de director de l'Observatori de París i moriria el 8 de juliol de 1934 a Tolosa de Llenguadoc.

## Algunes publicacions
- Thèses présentées à la Faculté des sciences de Paris pour obtenir le grade de docteur ès sciences mathématiques, par M. B. Baillaud,... Exposition de la méthode de M. Gylden pour le développement des perturbations des cometes... Éd. Gauthier-Villars, (1876) - 47 pp.
- Theses de mathematiques, L. et J.-M. Douladoure (1876) - 108 pp.
- Sur la méthode de Hansen pour la détermination des perturbations absolues des petites planètes. 4 pp. (1878)
- Sur une transformation trigonométrique employée par Hansen dans la théorie des perturbations, 7 pp. (1878)
- Détermination des éléments des orbites des cinq satellites intérieurs de Saturne. Ed. Gauthier-Villars (1886)
- Sur le calcul numérique des intégrales définies. Éd.Gauthier-Villar (1886)
- Recherches complémentaires sur le développement de la fonction pertubatrice.[1] (1888)
- Cours d'astronomie à l'usage des étudiants des facultés des sciences, Éd. Gauthier-Villars 1.ª parte (1893) 2° parte (1896)
- Discours: prononcé à la séance générale du Congrès, le 8.4.1899, Imprimerie nationale (1899) - 22 pp.
- Congrès des sociétés savantes à Toulouse, Imprimerie nationale (1899) - 64 pp.
- Mémoire sur les quadratures mécaniques de rangs quelconques. Éd. Gauthier-Villars, 38 pp. (1899)
- Étude du climat de Toulouse de 1863 à 1900. (1902) - 444 pp.
- Comparaison des catalogues méridiens de Toulouse et de Leipzig; Congres de Montauban (1902)
- Climat de Toulouse. Extrait des 'Comptes rendus de l'Association française pour l'avancement des sciences', congrès de Montauban, 1902. Hôtel des sociétés savantes (1902)
- Application du photometer à coin à la détermination des grandeurs photographiques des pléiades. Extraído de 'Comptes rendus de l'Association française pour l'avancement des sciences'. Congrès de Montauban, 1902
- Cartes autographiées, Université de Toulouse. Observatoire, F. Rossard, L. Montangerand, Benjamin Baillaud, Douladoure-Privat, (1904) - 3 pp. secrétariat de l'Association (1903)
- Correspondence d'Hermite et de Stieltjes, Éd. Gauthier-Villars, (1905) - Mathematiques
- 8 Novembre 1882 - 22 Juillet 1889, collaboration, Éd. Gauthier-Villars, (1905) - 477 pp.
- 18 Octobre 1889 - 15 Décembre 1894, collaboration, Éd. Gauthier-Villars, (1905) - 464 pp.
- Notice sur les travaux scientifiques de M. B. Baillaud, E. Privat, 1907
- Annales de l'Observatoire de Paris, collaboration, Éd. Gauthier-Villars, (1908)
- Revue scientifique (Revue rose) (1910), 617 pp.
- L'Astronomie, par B. Baillaud. Larousse (1915) - 41 pp.
- Un demi-siècle de civilisation française (1870–1915) ed. Hachette et cie, (1916) - Voyage - 472 pp.
- Rapport relatif aux signaux horaires émis de L'Observatoire de Paris. Imprimerie Gauthier-Villars - 132 pp. (1918)
- De la méthode dans les sciences, Baillaud, Borel… Librairie Félix Alcan (1919)[2]
- Rapport adressé au conseil dans sa séance du 3 mars 1921 sur la nécessité de la création d'une succursale de l'Observatoire en dehors de la ville. Impr. Nationale, 28 pp. (1920)
- Inauguration du monument de l'amiral Mouchez, membre de l'Académie des sciences, au Havre, le dimanche 17 juillet 1921. Gauthier-Villars (1921) - 8 pp.
- Henri Andoyer, 1862-1929. Journal des observateurs, (1929) - 6 pp.
- Histoire de l'astronomie de position (1933)
- Application de la méthode de MM. P. et Pr. Henry à la réduction des clichés photographiques du catalogue international à l'Observatoire de Toulouse, Impr. de Douladoure-Privat, 21 pp.

## Honors

### Premis
- Medalla Bruce el 1923.

### Epònims
- El cràter lunar Baillaud porta aquest nom en el seu honor.
- L'asteroide (11764) Benbaillaud també recorda a aquest científic francès.

### Obituaris
- (en alem an y) AN 253 (1934) 15/16 (una frase, en alemany)
- (en anglès) MNRAS 95 (1935) 334
- (en anglès) Obs 57 (1934) 308
- (en anglès) PASP 46 (1934) 242 (un paràgraf)